# Daniele Verde
Daniele Verde (Napoli, 20 giugno 1996) è un calciatore italiano, centrocampista o attaccante dello Spezia.

## Caratteristiche tecniche
Mancino, nasce calcisticamente come terzino prima di essere trasformato da Vincenzo Montella, suo tecnico nella formazione Giovanissimi della Roma, in esterno d'attacco. Ha nella rapidità e nel dribbling nello stretto le sue qualità migliori, unite a un buon bagaglio tecnico.

## Carriera

### Club

#### Inizi e Roma
Inizia a giocare a sei anni nella scuola calcio San Domenico Sport Club, per continuare poi nella Pro Calcio. Passato in seguito al Pigna, qui nel 2010 viene notato da Bruno Conti, responsabile del settore giovanile della Roma, e dopo un provino si trasferisce per 18 000 euro al club giallorosso, dove cresce nel settore giovanile.
Nella stagione 2014-2015 viene aggregato alla prima squadra dall'allenatore Rudi Garcia. Il 17 gennaio 2015, a diciotto anni, fa il suo debutto assoluto da professionista, esordendo in Serie A nella sfida contro il Palermo (1-1), subentrando al 75º al posto di Iturbe. L'8 febbraio seguente, alla sua terza presenza in massima serie, scende in campo da titolare nella vittoriosa trasferta (2-1) contro il Cagliari, fornendo entrambi gli assist per i due gol dei capitolini.
Il successivo 19 febbraio, fa il suo esordio dal primo minuto in Europa League nella gara casalinga contro gli olandesi del Feyenoord, match terminato 1-1. Conclude la sua prima stagione da professionista totalizzando 10 presenze tra campionato e coppe.

#### I prestiti tra Serie A e B
Il 9 luglio 2015 viene ufficializzato il trasferimento con la formula del prestito al Frosinone, neopromosso in Serie A. Con la squadra ciociara non trova molto spazio, ottenendo 6 presenze in Serie A, e il 7 gennaio 2016 viene dirottato dalla Roma, ancora in prestito, al Pescara in Serie B. In Abruzzo mette a referto 7 presenze in campionato, realizzando il suo primo gol tra i professionisti il 6 febbraio 2016 nel pareggio per 2-2 contro la Salernitana; il successivo 1º giugno realizza una doppietta nella partita Pescara-Novara (4-2) valida per la semifinale ritorno dei play-off. Dopo la vittoriosa finale dei play-off contro il Trapani, ottiene con i biancazzurri la promozione in Serie A.
Il 15 luglio 2016 passa, con la formula del prestito con diritto di riscatto e contro riscatto, all'Avellino, ancora in Serie B. L'esordio ufficiale con la maglia dei lupi avviene il successivo 7 agosto, in occasione della partita esterna di Coppa Italia contro il Bassano. Il 1º ottobre 2016, al Partenio, mette a segno i primi gol in biancoverde: una doppietta contro la Pro Vercelli nella partita finita 3 a 2 per gli irpini. A fine stagione realizza 8 gol in 32 partite di campionato.
Il 7 luglio 2017 si trasferisce con la stessa formula al Verona, neopromosso in Serie A, con cui esordisce in gare ufficiali il successivo 13 agosto in Coppa Italia, proprio contro l'Avellino, sua recente ex squadra a cui segna una doppietta. Il 22 ottobre 2017 va a segno per la prima volta in massima serie, aprendo le marcature nel derby di Verona, poi perso 3-2 contro il Chievo.

#### Real Valladolid e AEK Atene
L'8 agosto 2018 viene nuovamente girato in prestito, agli spagnoli del Real Valladolid. Debutta con il club il 17 agosto successivo, in occasione di una gara esterna contro il Girona. Segna il suo primo gol per la squadra spagnola nel match contro l'Espanyol, con un calcio di punizione che sancisce il pareggio al 91'. Il 31 ottobre, al suo esordio in Coppa del Re contro il Maiorca, diviene decisivo per la vittoria della propria squadra mettendo a segno una doppietta. Nonostante qualche acciacco fisico di troppo, termina la sua unica annata in Spagna collezionando 26 presenze e 6 reti.
Il 17 luglio 2019 firma un contratto con il club greco dell'AEK Atene, al prezzo di 1 milione di euro in favore della Roma. Esordisce con i greci l'8 agosto seguente, in occasione di una gara contro l'U Craiova valida per il terzo turno di qualificazione per l'Europa League. Il successivo 25 agosto sigla il proprio debutto in campionato, in una gara casalinga contro lo Xanthī. Il 7 dicembre, in un match contro il Paniōnios, timbra la sua prima marcatura con il club greco. Termina la stagione con 38 presenze e 6 reti.

#### Spezia
Il 26 settembre 2020 viene ceduto in prestito allo Spezia con riscatto a due milioni di euro. Debutta con i liguri 4 giorni dopo in occasione del successo per 0-2 contro l'Udinese. Realizza la sua prima rete per gli spezzini il 18 ottobre seguente nel pareggio interno contro la Fiorentina, avviando la rimonta da 0-2 a 2-2 della sua squadra. Nel mese di novembre subisce una lesione all'adduttore della gamba sinistra, che finirà per tenerlo fuori dai giochi per circa un mese. Torna in campo in occasione di una gara esterna contro il Crotone prima di infortunarsi nuovamente, questa volta al polpaccio. Termina la sua prima annata ai liguri totalizzando 24 presenze e 8 reti.
Dopo la salvezza, viene ufficialmente riscattato dal club spezzino. Inizia la stagione 2021-2022 mettendo a segno l'unica rete della propria squadra nella rocambolesca sconfitta in casa della Lazio. Nel corso della stagione Verde si mette notevolmente in mostra, complici prestazioni convincenti dovute alla sua capacità di creare numerose azioni da gol. Termina la stagione con un totale di 34 presenze, 8 reti e 6 assist.
Comincia la stagione seguente contribuendo al rocambolesco successo contro il Como nel primo turno di Coppa Italia. Nel mese di agosto Verde subisce un ennesimo acciacco muscolare che finirà per tenerlo fuori per un intero mese. Dopo il suo ritorno, la sua squadra incappa in una lunga serie di risultati negativi, che la porterà al termine della stagione a dover affrontare lo spareggio salvezza contro il Verona dato lo stesso numero di punti in classifica. La gara, disputata al Mapei Stadium di Reggio Emilia, terminerà 1-3 in favore degli scaligeri, costringendo di fatto i liguri alla retrocessione in Serie B.
Inizia stentando la campagna 2023-2024, venendo inizialmente ritenuto fuori dagli schemi tecnici della squadra dal tecnico Massimiliano Alvini, che decide di non convocarlo in occasione di una gara di campionato contro il Catanzaro. Dopo non esser riuscito a trovare una nuova destinazione, viene riammesso in squadra. Trova la sua prima rete stagionale il 9 dicembre 2023, aprendo le marcature di una gara esterna contro l'Ascoli. Si ripete la settimana seguente decidendo l'incontro contro il Bari. Il 14 febbraio 2024 rinnova il proprio contratto con gli spezzini fino al 2027. Complice una salvezza maturata all'ultima giornata, termina la stagione con 31 presenze e 7 reti.   

#### Salernitana
Il 13 agosto 2024, viene ceduto alla Salernitana, sempre in Serie B, in prestito con obbligo di riscatto al verificarsi di determinate condizioni. Quattro giorni dopo esordisce ufficialmente in maglia granata, in una gara vinta per 2-1 in casa contro il Cittadella. Il 29 ottobre segna la sua prima rete con i campani, siglando il momentaneo vantaggio casalingo contro il Cesena, partita poi finita in parità (1-1). Si ripete la settimana seguente, pareggiando il match esterno contro il Cosenza. Con la retrocessione dei granata al termine della stagione, nella quale ha collezionato 37 presenze e 3 reti, il giocatore fa ritorno allo Spezia.

### Nazionale
Ha esordito il 10 ottobre 2014 nell'Italia under 19, contro i pari età dell'Armenia, gara nella quale ha realizzato anche un gol nel 3-0 finale. Esordisce con l'Italia under 21 il 12 agosto 2015, a 19 anni, giocando titolare nella partita amichevole contro l'Ungheria (0-0) disputata a Telki.

## Statistiche

### Presenze e reti nei club
Statistiche aggiornate al 22 giugno 2025.
| Stagione        | Squadra         | Campionato      | Campionato | Campionato | Coppe nazionali | Coppe nazionali | Coppe nazionali | Coppe continentali | Coppe continentali | Coppe continentali | Altre coppe | Altre coppe | Altre coppe | Totale | Totale |
| Stagione        | Squadra         | Comp            | Pres       | Reti       | Comp            | Pres            | Reti            | Comp               | Pres               | Reti               | Comp        | Pres        | Reti        | Pres   | Reti   |
| --------------- | --------------- | --------------- | ---------- | ---------- | --------------- | --------------- | --------------- | ------------------ | ------------------ | ------------------ | ----------- | ----------- | ----------- | ------ | ------ |
| 2014-2015       | Roma            | A               | 7          | 0          | CI              | 1               | 0               | UCL+UEL            | 0+2                | 0                  | -           | -           | -           | 10     | 0      |
| 2015-gen. 2016  | Frosinone       | A               | 6          | 0          | CI              | 1               | 0               | -                  | -                  | -                  | -           | -           | -           | 7      | 0      |
| gen.-giu. 2016  | Pescara         | B               | 9          | 3          | CI              | 0               | 0               | -                  | -                  | -                  | -           | -           | -           | 9      | 3      |
| 2016-2017       | Avellino        | B               | 32         | 8          | CI              | 1               | 0               | -                  | -                  | -                  | -           | -           | -           | 33     | 8      |
| 2017-2018       | Verona          | A               | 30         | 2          | CI              | 3               | 2               | -                  | -                  | -                  | -           | -           | -           | 33     | 4      |
| 2018-2019       | Real Valladolid | PD              | 22         | 2          | CR              | 4               | 4               | -                  | -                  | -                  | -           | -           | -           | 26     | 6      |
| 2019-2020       | AEK Atene       | SLE             | 30         | 6          | CG              | 5               | 0               | UEL                | 3                  | 0                  | -           | -           | -           | 38     | 6      |
| 2020-2021       | Spezia          | A               | 21         | 6          | CI              | 3               | 2               | -                  | -                  | -                  | -           | -           | -           | 24     | 8      |
| 2021-2022       | Spezia          | A               | 33         | 8          | CI              | 1               | 0               | -                  | -                  | -                  | -           | -           | -           | 34     | 8      |
| 2022-2023       | Spezia          | A               | 25+1       | 3          | CI              | 3               | 3               | -                  | -                  | -                  | -           | -           | -           | 29     | 6      |
| 2023-2024       | Spezia          | B               | 29         | 7          | CI              | 2               | 0               | -                  | -                  | -                  | -           | -           | -           | 31     | 7      |
| Totale Spezia   | Totale Spezia   | Totale Spezia   | 108+1      | 24         |                 | 9               | 5               |                    | -                  | -                  |             | -           | -           | 118    | 29     |
| 2024-2025       | Salernitana     | B               | 35+1       | 3          | CI              | 1               | 0               | -                  | -                  | -                  | -           | -           | -           | 37     | 3      |
| Totale carriera | Totale carriera | Totale carriera | 281        | 49         |                 | 24              | 10              |                    | 5                  | 0                  |             | -           | -           | 310    | 59     |

### Cronologia presenze e reti in nazionale
| Cronologia completa delle presenze e delle reti in nazionale ― Italia under 21 | Cronologia completa delle presenze e delle reti in nazionale ― Italia under 21 | Cronologia completa delle presenze e delle reti in nazionale ― Italia under 21 | Cronologia completa delle presenze e delle reti in nazionale ― Italia under 21 | Cronologia completa delle presenze e delle reti in nazionale ― Italia under 21 | Cronologia completa delle presenze e delle reti in nazionale ― Italia under 21 | Cronologia completa delle presenze e delle reti in nazionale ― Italia under 21 | Cronologia completa delle presenze e delle reti in nazionale ― Italia under 21 |
| Data                                                                           | Città                                                                          | In casa                                                                        | Risultato                                                                      | Ospiti                                                                         | Competizione                                                                   | Reti                                                                           | Note                                                                           |
| ------------------------------------------------------------------------------ | ------------------------------------------------------------------------------ | ------------------------------------------------------------------------------ | ------------------------------------------------------------------------------ | ------------------------------------------------------------------------------ | ------------------------------------------------------------------------------ | ------------------------------------------------------------------------------ | ------------------------------------------------------------------------------ |
| 12-8-2015                                                                      | Telki                                                                          | Ungheria under 21                                                              | 0 – 0                                                                          | Italia under 21                                                                | Amichevole                                                                     | -                                                                              | 46’                                                                            |
| 8-9-2015                                                                       | Reggio Emilia                                                                  | Italia under 21                                                                | 1 – 0                                                                          | Slovenia under 21                                                              | Qual. Europeo Under-21 2017                                                    | -                                                                              | 73’                                                                            |
| 1-9-2017                                                                       | Toledo                                                                         | Spagna under 21                                                                | 3 – 0                                                                          | Italia under 21                                                                | Amichevole                                                                     | -                                                                              | 86’                                                                            |
| 4-9-2017                                                                       | Cittadella                                                                     | Italia under 21                                                                | 4 – 1                                                                          | Slovenia under 21                                                              | Amichevole                                                                     | -                                                                              | 70’                                                                            |
| 5-10-2017                                                                      | Budapest                                                                       | Ungheria under 21                                                              | 2 – 6                                                                          | Italia under 21                                                                | Amichevole                                                                     | -                                                                              | 46’                                                                            |
| 14-11-2017                                                                     | Frosinone                                                                      | Italia under 21                                                                | 3 – 2                                                                          | Russia under 21                                                                | Amichevole                                                                     | 1                                                                              | 58’                                                                            |
| 22-03-2018                                                                     | Perugia                                                                        | Italia under 21                                                                | 1 – 1                                                                          | Norvegia under 21                                                              | Amichevole                                                                     | -                                                                              | 56’                                                                            |
| 27-3-2018                                                                      | Novi Sad                                                                       | Serbia under 21                                                                | 0 – 1                                                                          | Italia under 21                                                                | Amichevole                                                                     | -                                                                              | 46’                                                                            |
| 25-5-2018                                                                      | Estoril                                                                        | Portogallo under 21                                                            | 3 – 2                                                                          | Italia under 21                                                                | Amichevole                                                                     | -                                                                              | 55’                                                                            |
| 29-5-2018                                                                      | Besançon                                                                       | Francia under 21                                                               | 1 – 1                                                                          | Italia under 21                                                                | Amichevole                                                                     | -                                                                              | 46’                                                                            |
| 15-11-2018                                                                     | Ferrara                                                                        | Italia under 21                                                                | 1 – 2                                                                          | Inghilterra under 21                                                           | Amichevole                                                                     | 1                                                                              | 90+1’                                                                          |
| 19-11-2018                                                                     | Reggio Emilia                                                                  | Italia under 21                                                                | 1 – 2                                                                          | Germania under 21                                                              | Amichevole                                                                     | -                                                                              | 83’                                                                            |
| Totale                                                                         |                                                                                | Presenze                                                                       | 12                                                                             |                                                                                | Reti                                                                           | 2                                                                              |                                                                                |